# Philibert-Augustin Bonfils
Pour les articles homonymes, voir Bonfils.
Philibert-Augustin Bonfils, né le 22 février 1809 à Bordeaux et mort le 6 juin 1871 à Paris, est un officier de Marine et administrateur colonial français.

## Biographie
Fils d'un négociant bordelais, Philibert-Augustin Bonfils est admis dans la Marine royale en qualité d'élève de la marine le 23 septembre 1827. Par la suite, il est successivement promu enseigne de vaisseau le 31 janvier 1832, lieutenant de frégate le 22 janvier 1836, capitaine de frégate le 8 septembre 1846 et enfin capitaine de vaisseau le 24 septembre 1853.
Sa carrière s'accomplit d'abord à la mer. Il sert en qualité de directeur du port à Bône en 1838 avant d'assurer le commandement du chebek Boberach affecté à la station de l'Algérie à partir du 1er juillet 1838. Le lieutenant de vaisseau Bonfils commande ensuite la goélette le Liamone dépendant de la station de Bougie à compter du 16 juillet 1841. Durant ce temps de commandement, il rédige un article présentant un « Exposé des projets faits pour le port d'Alger ». Il est ensuite nommé le 31 octobre 1846 commandant du bâtiment à vapeur Le Dauphin armé à Nantes.
Il devient ensuite administrateur colonial. Le capitaine de frégate Bonfils exerce d'abord les fonctions de commandant supérieur de Mayotte du 13 juin 1851 au 18 octobre 1853. Promu capitaine de vaisseau, il est nommé gouverneur de la Guadeloupe et ses dépendances le 30 septembre 1853. Il y prend ses fonctions le 13 janvier 1854 et reste en poste jusqu'au 28 mai 1856. Le  14 juin 1854, afin d'augmenter la main-d’œuvre agricole, il crée le service de l’Immigration de Guadeloupe et le  24 décembre, à bord du voilier l'Aurélie, arrivent les 314 premiers travailleurs engagés d'origine indienne.
Après son retour en métropole, Bonfils occupe des emplois sédentaires. En poste au port de Lorient en 1857, il est ensuite appelé à Paris au sein du ministère de la Marine. Il siège en qualité de  membre du Conseil supérieur de l'Algérie et des colonies en 1860 puis de membre du Conseil des prises en 1864. Il est finalement pensionné à Lorient par décret impérial du 12 septembre 1868. 
Officier de la Légion d'honneur depuis le 7 novembre 1845, le capitaine de vaisseau Bonfils est élevé au rang de commandeur du même ordre par décret impérial du 12 juin 1856. 
Il meurt en son domicile parisien du 134, rue de Grenelle, dans le 7e arrondissement, le 6 juin 1871.

## Publications
- Bulletin officiel de la Guadeloupe : Août 1854, n° 8, Pointe-à-Pitre, MANIOC, 2020 (OCLC 1162982256)